# Grania atlantica
Grania atlantica är en ringmaskart som beskrevs av Coates och Erséus 1985. Grania atlantica ingår i släktet Grania och familjen småringmaskar. Inga underarter finns listade i Catalogue of Life.